# Селечка планина
Селечка планина је планина у јужном делу Северне Македоније на источном рубу Пелагоније. Грађена је претежно од кристаластих шкриљаца, гнајса и гранита. Биљни покров је оскудан. Највиши врх је Високо 1432 m.